# Snowboard ai XXI Giochi olimpici invernali - Halfpipe femminile
La competizione halfpipe femminile di snowboard ai XXI Giochi olimpici invernali si è svolta il 18 febbraio 2010 a Cypress Mountain, presso Vancouver, in Canada.

## Risultati

### Finale
| Pos. | Pett. | Atleta            | Nazione     | 1° manche | 2° manche | Punteggio | Note        |
| ---- | ----- | ----------------- | ----------- | --------- | --------- | --------- | ----------- |
|      | 1     | Torah Bright      | Australia   | 5.9       | 45.0      | 45.0      |             |
|      | 14    | Hannah Teter      | Stati Uniti | 42.4      | 39.2      | 42.4      |             |
|      | 12    | Kelly Clark       | Stati Uniti | 25.6      | 42.2      | 42.2      |             |
| 4    | 7     | Liu Jiayu         | Cina        | 39.3      | 34.9      | 39.3      |             |
| 5    | 8     | Sophie Rodriguez  | Francia     | 34.4      | 8.3       | 34.4      |             |
| 6    | 26    | Mercedes Nicoll   | Canada      | 34.3      | 2.9       | 34.3      |             |
| 7    | 4     | Sun Zhifeng       | Cina        | 29.8      | 33.0      | 33.0      |             |
| 8    | 15    | Holly Crawford    | Australia   | 23.9      | 30.3      | 30.3      |             |
| 9    | 28    | Ursina Haller     | Svizzera    | 27.9      | 18.1      | 27.9      |             |
| 10   | 3     | Elena Hight       | Stati Uniti | 24.6      | 16.0      | 24.6      |             |
| 11   | 6     | Gretchen Bleiler  | Stati Uniti | 11.0      | 14.7      | 14.7      |             |
|      | 22    | Queralt Castellet | Spagna      | DNF       | DNS       | DNS       | Infortunata |